# Glochidion atrovirens
Glochidion atrovirens är en emblikaväxtart som beskrevs av Albert Charles Smith. Glochidion atrovirens ingår i släktet Glochidion och familjen emblikaväxter. Inga underarter finns listade i Catalogue of Life.